# Gare centrale de Chełm
La gare centrale de Chełm  est une gare ferroviaire de la ligne de Varsovie à Dorohusk (ligne 7). Elle est située à proximité de Chełm

## Histoire
La gare de Chełm est mise en service le 17 août 1877, lors de l'ouverture à l'exploitation de la ligne Privislya. 
Elle est établie au nord de la ville Elle est électrifiée ne 1984, son important dépôt a été liquidé en 2002.

## Service des voyageurs

### Desserte

Installations
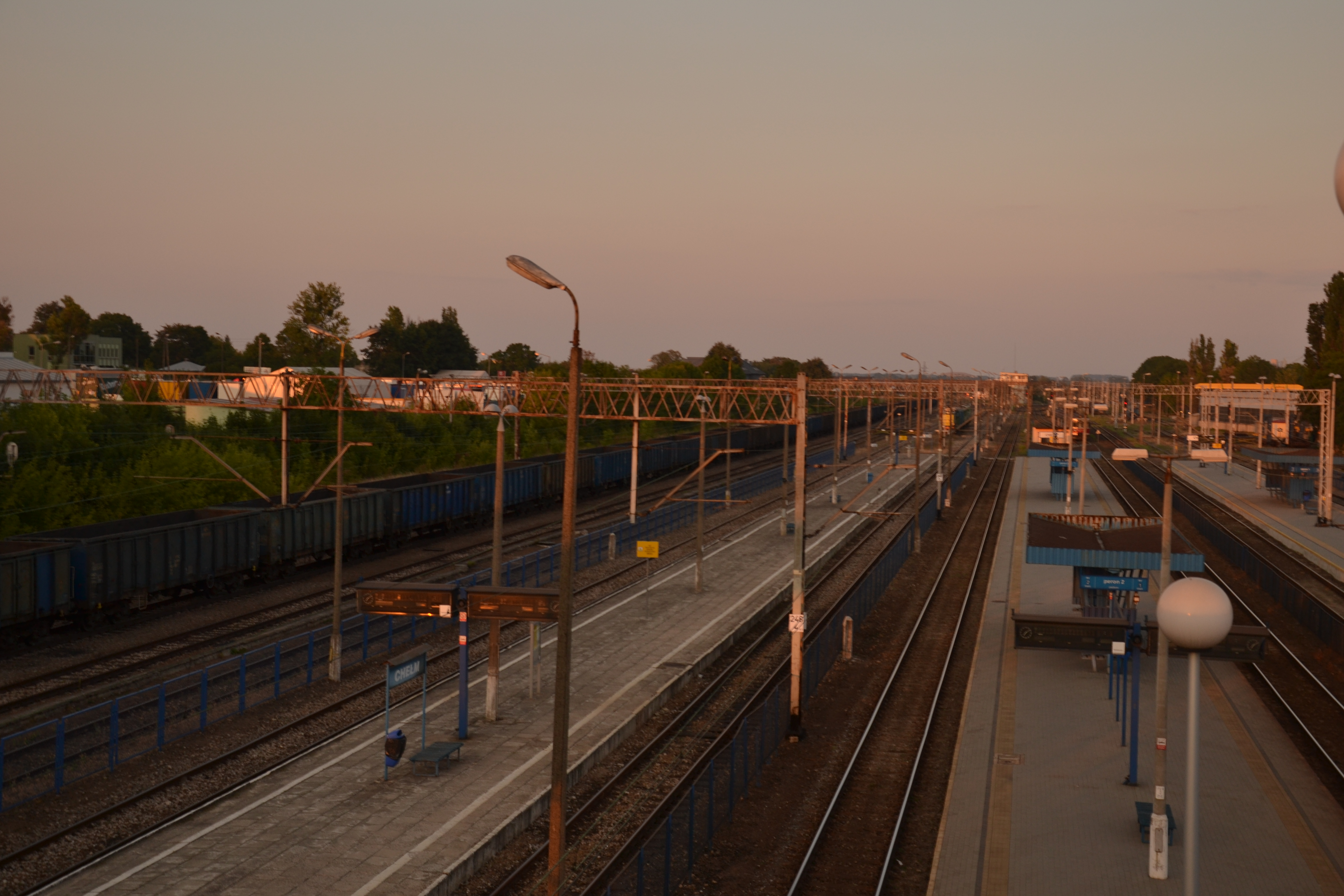
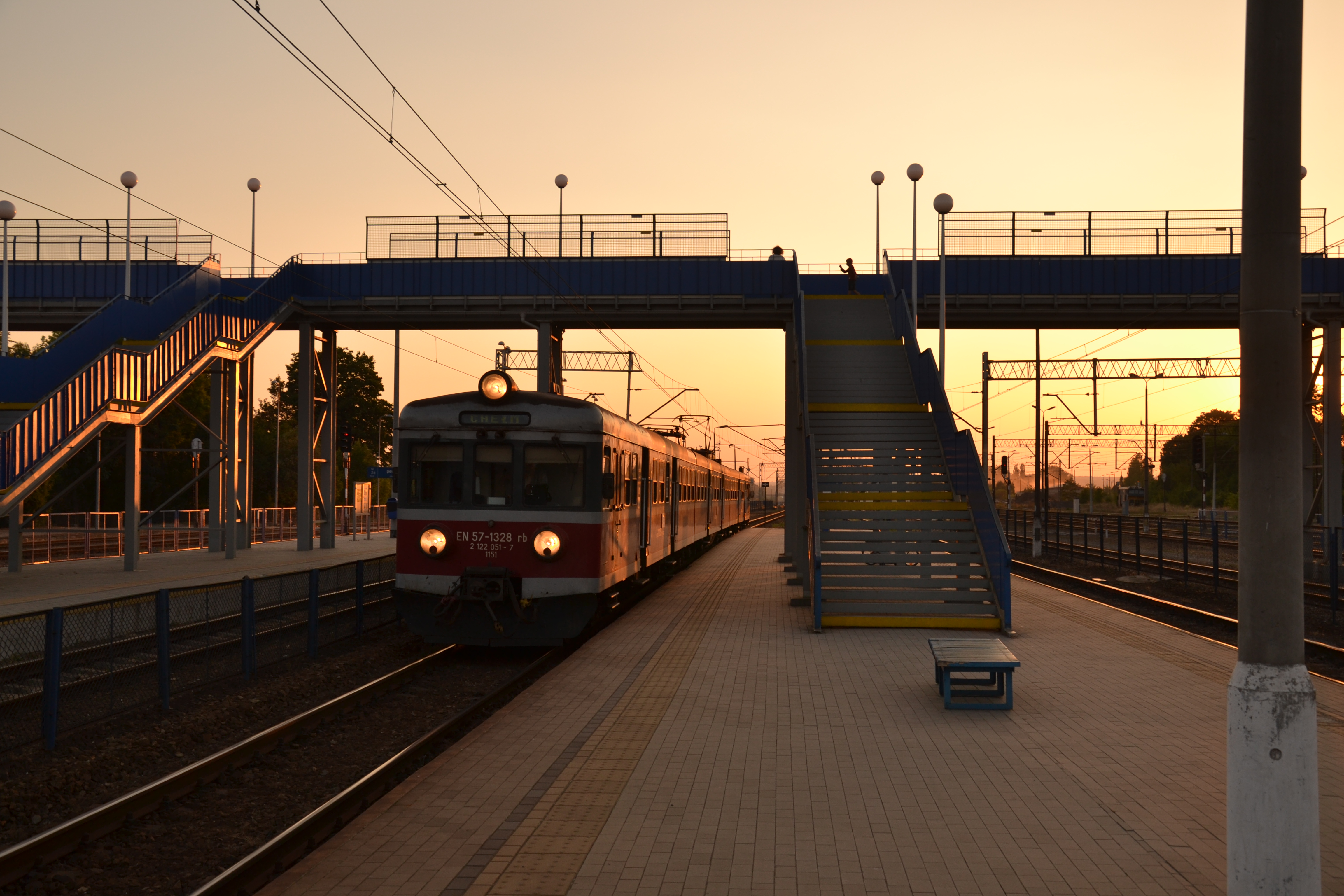
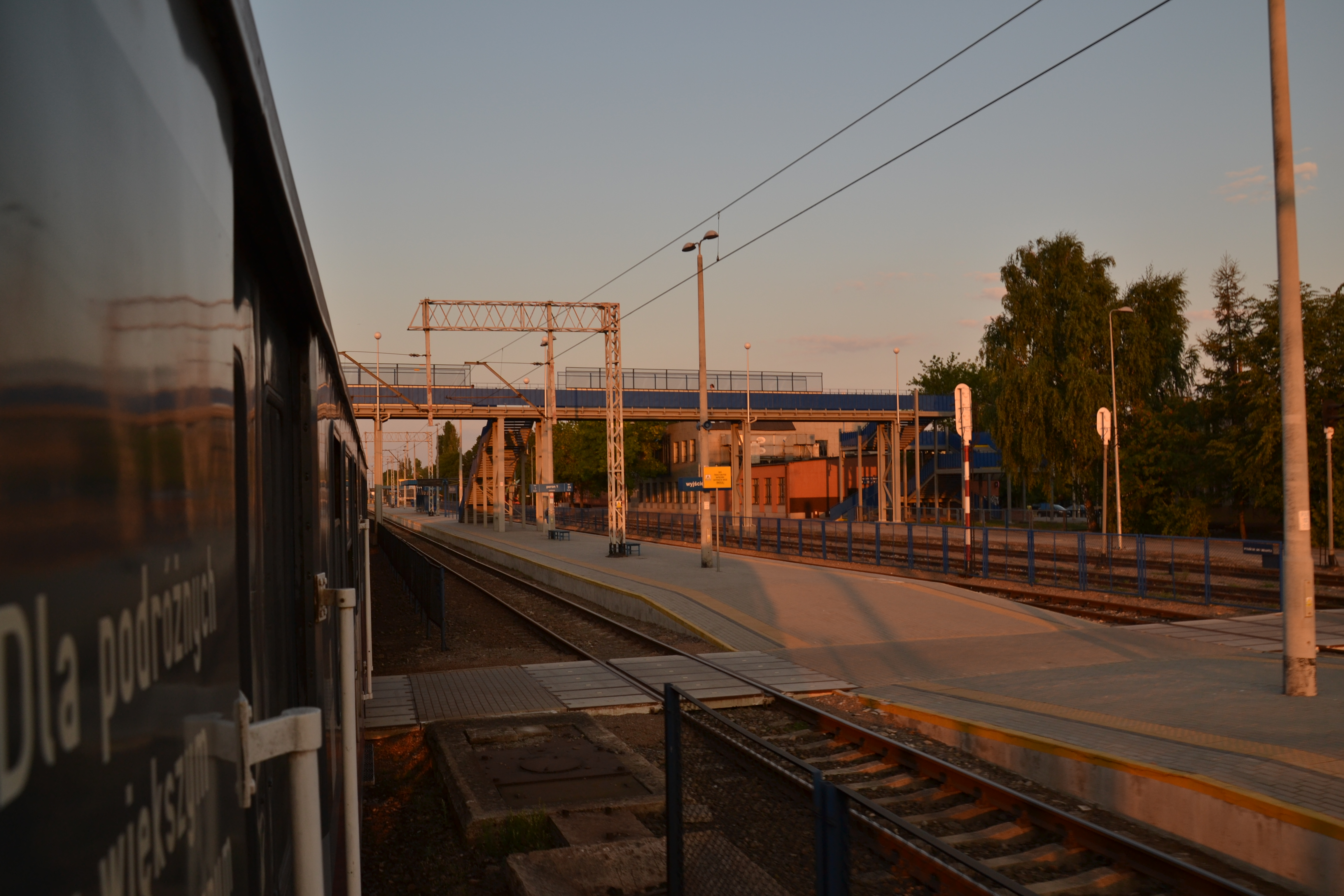